# 1718

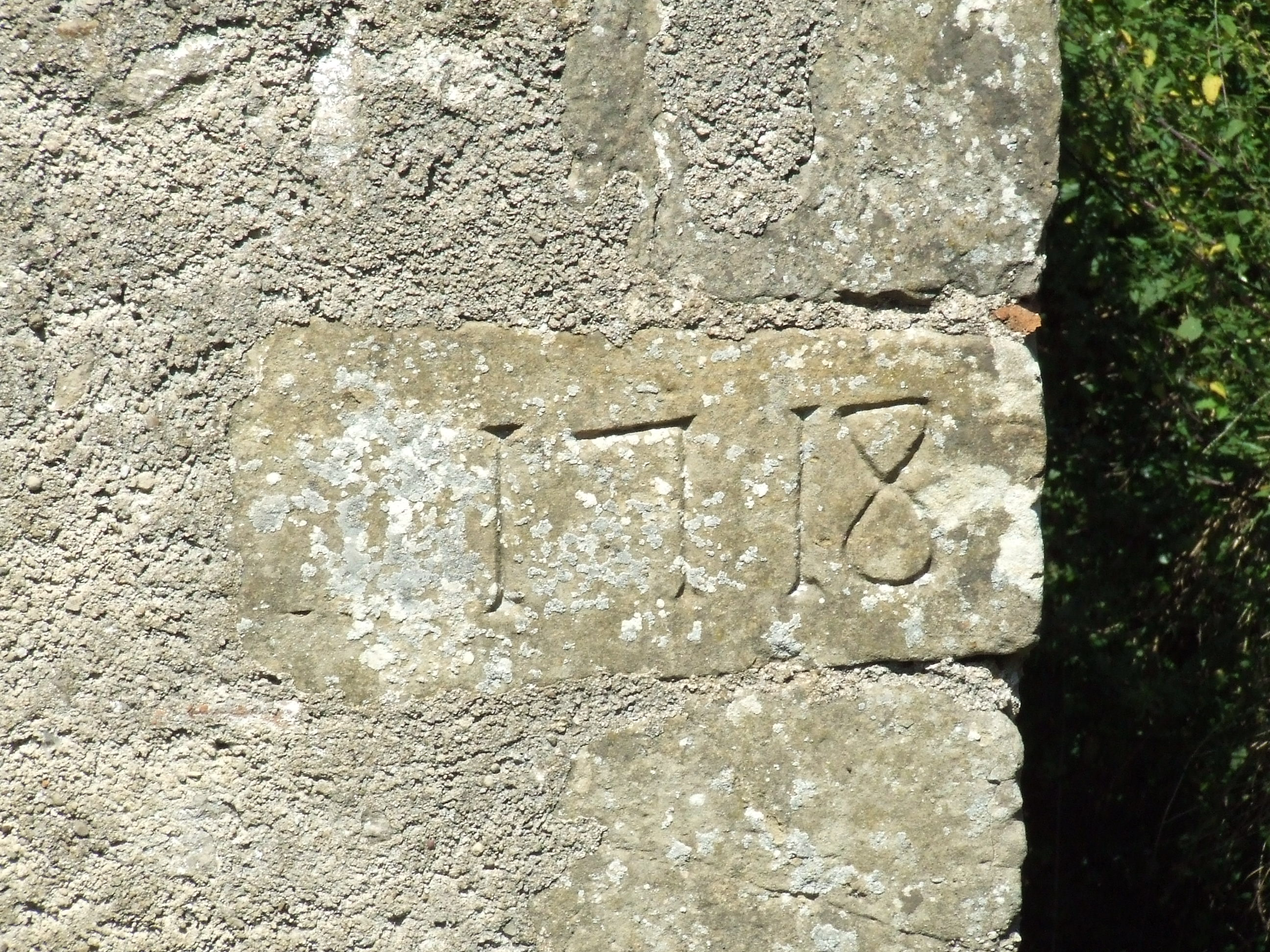
La Rectoria Vella, Castellcir (Moianès)

## Esdeveniments
Catalunya
- 16 de març: les autoritats borbòniques fonen la campana Honorata de Barcelona en represàlia per haver cridat a sometent durant el setge de 1714.[1]
- Activitat guerrillera antiborbònica a Catalunya.

Resta del món
- 21 de juliol - Požarevac (Sèrbia): la signatura de la Pau de Passarowitz per part de l'Imperi Otomà per una banda i pel Sacre Imperi i de la República de Venècia suposà el final de la Guerra austroturca de 1716-1718 i de la Guerra otomanoveneciana de 1714-1718 amb la victòria dels segons que guanyen territoris otomans dels balcans.
- 22 de juliol, Castella - Una Reial ordre de Felip IV anul·la la figura dels jurats i nomena regidors com a Castella.
- 2 d'agost - Gran Bretanya, França, Àustria i els Països Baixos formen la Quàdruple Aliança contra Espanya per frenar la política expansionista de Felip V d'Espanya a la Mediterrània i la possible annexió de Sicília i Sardenya.[2]
- 11 d'agost - Cap Passaro (Sicília, Itàlia): Victòria decisiva de la flota britànica en la batalla del Cap Passaro en hostilitats relacionades amb la Guerra de la Quàdruple Aliança.
- 6 de desembre - Ulrika Eleonora és coronada reina de Suècia, després de la mort de Carles XII.

## Naixements
- 8 de febrer, Toló, Regne de França: Joseph-Marie Amiot, jesuïta missioner i pintor francès a Pequín.[3]
- 16 de maig, Milà, Itàlia: Maria Gaetana Agnesi, matemàtica italiana (m. 1799).[4]
- 5 de juny, Otley (Anglaterra): Thomas Chippendale, dissenyador i fabricant de mobles britànic (m. 1779).
- 21 de novembre, Rimavská Sobota: István Hatvani, matemàtic i metge hongarès, iniciador de l'estadística aplicada (m. 1786)
- 28 de desembre, Siétamo (Aragó): Pedro Pablo Abarca de Bolea-Ximénez de Urrea y Ponts de Mendoza, comte d'Aranda, polític espanyol (m. 1798).

## Necrològiques
Països Catalans
- 10 de juny, Barcelona: Pau Ignasi de Dalmases i Ros, noble i erudit català (n. 1670).

Resta del món
- 7 de maig, París: Maria de Mòdena, reina d'Anglaterra, Escòcia i Irlanda[5]
- 30 de juliol, Ruscombe, Regne d'Anglaterra: William Penn, colonitzador quàquer, fundador de Pennsilvània
- 30 de novembre, Halden, Noruega: Carles XII de Suècia, rei de Suècia.